# Autodopravní akciová společnost v Praze
Autodopravní akciová společnost v Praze (původně navrhovaný název byl Autodopravní společnost akciová a dochoval se ve zkratce ASA, která byla obsažena v logu společnosti, později se vyskytovala též zkratka ADS jako Autodopravní společnost) byla pražská soukromá dopravní společnost, která působila v pražské městské a zejména příměstské autobusové a automobilové dopravě ve 20. a 30. letech 20. století.

## Situace před vznikem společnosti
Neúspěch první pražské autobusové linky Elektrických podniků (1908–1909) vedl k tomu, že městské orgány i Elektrické podniky hl. m. Prahy na čas opustily úvahy o zavádění autobusové dopravy v Praze. Za první světové války pak ani takový projekt nebyl myslitelný.
K oživení záměru došlo po vzniku Československa, v období příprav vzniku Velké Prahy. Vedení města se zavedením autobusové dopravy začalo zabývat v roce 1919, na počátku roku 1920 pak uvažovalo o zřízení speciální společnosti, která by zajišťovala dopravu autobusy, autodrožkami i osobními a nákladními automobily. Byl ustanoven „přípravný komitét obce pražské pro vyřešení autobusové dopravy v Praze a okolí“. Městské Elektrické podniky, které byly v komisi zastoupeny, se o provozování autobusové dopravy pravděpodobně neucházely, ale aktivně se podílely na formulování podmínek pro nového dopravce. Vedení města v té době zřejmě nepočítalo s tím, že by k provozování autobusové dopravy zřizovalo další vlastní podnik, ale protože si Praha chtěla uchovat na dopravu vliv, sama požádala Zemskou politickou správu v Praze i Magistrát hlavního města Prahy o koncese k provozování osob a zavazadel autobusy, autodrožkami a automobily nákladními i osobními, a oba úřady jí také v roce 1920 koncese udělily.

## Pokus o provozování dopravy jménem města
Rada města roku 1920 jednala s několika firmami o zavedení autobusových linek jako doplňku sítě elektrických drah ve vnitřním městě, vzhledem k tomu, že některé plánované tramvajové tratě nebyly ještě postaveny a některé existující tratě byly na hranici své kapacity. Výsledkem jednání bylo, že rada města vybrala Československou obchodní společnost americkou (Czechoslovak Commercial Corporation of America) a dohodla s ní, že ta založí dceřinou Autodopravní akciovou společnost v Praze. Ta v březnu 1920 skutečně vznikla a 6. března 1920 se pražské zastupitelstvo usneslo ji zmocnit k využívání své koncese. Stanovy schválilo ministerstvo vnitra až 19. června 1920. Významným podílníkem společnosti byla Czechoslovak Commercial Corporation of America (Československá obchodní společnost americká)
1. dubna 1920 se konala na staroměstské radnici porada, na níž se měl dojednávat například výběr typu vozidel, ale výsledky porady nejsou známy. Smlouvu však město se společností uzavřelo až 19. listopadu 1920. Součástí smlouvy bylo, že zřizování i rušení linek podléhá schválení městské rady, stanoveny byly základní zásady o vozovém parku a umístění a označení stanic. Pokud by byl zaveden elektrický provoz (trolejbus), musel by proud být odebírán z městské elektrárny, o tarifu a časovém rozsahu provozu mělo rozhodovat město. Rovněž byly určeny zásady pro obsazení statutárních orgánů a 20% podíl města na čistém zisku. Smlouva měla platit 25 let, po nichž měl všechen majetek společnosti připadnout městu.
21. května 1920 předložila společnost návrh dvou linek, na nichž měl být od června 1920 zahájen zkušební provoz s celkem 24 vozy (uvedeny dnešní názvy):
- Zlíchov – Vysočany (v délce 11 km, ulicí Nádražní a Svornosti, přes most Legií, Příkopy, Poříčí a Florenc ke Kolbenově továrně). V celé trase mělo jezdit 6 autobusů v intervalu 20 minut, v úseku od dnešní zastávky Zborovská k Florenci pak mělo kolovat dalších posilových 5 autobusů vložených do desetiminutového intervalu. Linka byla navržena v částečném souběhu s tramvajovou linkou č. 5.
- Břevnov – Vyšehrad (v délce 10 km, z dosud neidentifikované lokality U Vonásků dnešní Bělohorskou, Keplerovou, Jelení a Chotkovou ulicí, z Klárova přes Mánesův most k Rudolfinu, Kaprovou ulicí a přes Malé a Staroměstské náměstí, Dlouhou a Petrskou ulicí na Těšnov, Na Florenci, kolem dnešního Masarykova i hlavního nádraží, Mezibranskou, Žitnou, přes Karlovo náměstí do Resslovy a z Jiráskova náměstí po Rašínově nábřeží před vyšehradskou radnici. V celé trase mělo jezdit 6 vozů v intervalu 25 minut, dalších 7 vozů v intervalu 10 minut v úseku Rudolfinum – Jiráskovo náměstí.

Elektrické podniky se 8. června 1920 k návrhu vyjádřily vcelku vstřícně, rovněž policejní ředitelství mělo jen dílčí námitky. Historikům pražské dopravy se však nepodařilo zjistit, zda byl provoz na linkách vůbec zahájen a na jak dlouho. Pokud vůbec vyjely, zanikl jejich provoz nejspíš ještě téhož roku.
V roce 1923 byla smlouva města s Autodopravní akciovou společností v Praze dohodou rozvázána, protože společnost nebyla schopna dostát svým závazkům. Finanční problémy vedly ke značnému snížení základního kapitálu.

## Provozování dopravy vlastním jménem
Z první poloviny 1924 se dochovala zpráva, že Autodopravní akciová společnost provozovala osmkrát denně jedním vozidlem autobusovou linku do Záběhlic, a to „velmi nedokonale a draze“. Na téže či obdobné trase pak 21. června 1925 zavedly Elektrické podniky hl. města Prahy svou první novodobou autobusovou linku A.
V roce 1925 Autodopravní akciovou společnost nákupem akcií na burze ovládla skupina akcionářů blízká Českomoravské Kolben-Daněk. Společnost změnila koncepci, rozhodla se nezavádět síť ve vnitřním městě a nekonkurovat Elektrickým podnikům, ale zavádět jen linky do příměstských obcí. Ve druhé polovině 20. let a ve 30. letech byla ADS stabilizovanou a úspěšnou dopravní společností.
3. května 1926 získala linenci pro linku Bubeneč-Bruska nádr. – Jenerálka – Nebušice – Přední Kopanina, na níž jezdil jeden autobus, který denně vykonal 5 párů spojů. Zřejmě v roce 1927 byla udělena koncese na linku od dejvické sokolovny přes Jenerálku a Horoměřice střídavě do Statenic a Únětic.
2. února 1927 získala licenci pro linku Vršovice – Chodov – Průhonice, označovanou číslem 2116. Linka zastavovala mimo jiné na rozcestí u Záběhlic a na budovaném Spořilově. Jezdilo zde ve všedních dnech 9 párů spojů v pracovní dny, z nichž 4 končily na Chodově, o nedělích 3 páry spojů. Linka Praha – Chodov – Průhonice se udržela přes celé období Protektorátu, třebaže obecně byl provoz autobusových linek v té době velmi zredukován.
V roce 1927 měla již 12 autobusů, které nasazovala na 6 linek, a dále 20 nákladních a 120 osobních automobilů. Na některých autobusových linkách, například do Ďáblic, Líbeznic a Horoměřic, jezdila ještě před udělením koncese na základě prozatímního povolení. Proti takové praxi 31. října 1927 ostře vystoupila Zemská správa politická, která oběžníkem vydávání takových povolení zakázala.
Koncesi na linku Libeň – Líbeznice získala Autodopravní společnost v roce 1926. Od roku 1928 zavedly v souběhu s ní svou linku do Ďáblic i Elektrické podniky. Koncem roku 1938 se obě firmy dokázaly dohodnout na optimální koordinaci jízdních řádů, na lince ADS č. 4029 jezdilo 18 párů spojů v trase Libeň – Ďáblice a dalších 9 párů spojů pokračovalo do vzdálenějích obcí, na lince 4 Elektrických podniků jezdilo 31 párů spojů.
Od roku 1926 provozovala ADS linku Podbaba – Lysolaje – Horoměřice – Statenice – Tursko; v roce 1931 jezdilo z Turska ve všední den 11 spojů, které končily u dejvické sokolovny (poblíž křižovatky Špejchar). Linka zanikla zřejmě až koncem války. V roce 1930 zavedla ADS linku z Vysočan do Hovorčovic, ale o dva roky později již linka není uváděna.
Do Čakovic jezdila linka ADS od roku 1931. V srpnu 1931 žádala ADS o koncesi na linku Vysočany – Letňany – Čakovice – Miškovice – Brázdim – Kostelec nad Labem, přičemž v trase Vysočany – Čakovice jezdila pravděpodobně již dříve. Elektrické podniky byly proti zavedení této linky. O kostelecké lince ADS jsou zmínky v roce 1935.
V roce 1945 byla ADS jako koncernový podnik ČKD spolu s ním znárodněna na základě Dekretu presidenta republiky o znárodnění dolů a některých průmyslových podniků č. 100/1945 Sb.

## Autobusová doprava pro obec Stodůlky
Obec Stodůlky měla také od roku 1928 vlastní koncesi k provozování autobusové dopravy na několika tratích, ale najímala si k provozování dopravní firmy. ADS zajišťovala provoz těchto linek pro Stodůlky od 2. září 1928, avšak není zřejmé, zda přesně v koncesovaných trasách. V roce 1931 jsou doloženy trasy Radlice – Jinonice – Stodůlky – Motol – Košíře a Košíře – Bulovka – Waltrovka – Jinonice – Stodůlky. Rovněž je doložena trasa Stodůlky – Řeporyje – Ořech, od 15. dubna 1931 je doložen jízdní řád pro trasu Mořina – Ořech – Řeporyje – Stodůlky – Motol – Košíře (restaurace U Šestáků) s 6 páry spojů denně.
Od roku 1933 Stodůlky pronajaly koncese jinému dopravci, Antonínu Boháčovi, který je pravděpodobně provozoval do začátku války.

## Sídlo a zázemí
Oficiální sídlo měla společnost zpočátku v paláci Lucerna, kde byla ustavena. Později měla sídlo i garáže a dílny v Holešovicích, v sousedství dnešní ulice U garáží. Pobočky měla v paláci Lucerna a na Vinohradech ve Fochově (dnešní Vinohradské) ulici.
Garáže Autodopravní společnosti v Holešovicích byly zbořeny v roce 2000.